# Graeme Norgate
Graeme Norgate (Essex, 20 de março de 1971) é um músico inglês especializado em música de jogos eletrônicos.

## Alguns trabalhos
| Jogo                          | Ano  | Console                               | Notas                                                            |
| ----------------------------- | ---- | ------------------------------------- | ---------------------------------------------------------------- |
| Killer Instinct               | 1994 | Arcade, SNES, Game Boy                |                                                                  |
| Donkey Kong Land              | 1995 | Game Boy                              |                                                                  |
| Killer Instinct 2             | -    | SNES (não lançado)                    | Trabalhou na versão cancelada.                                   |
| Blast Corps                   | 1997 | N64                                   |                                                                  |
| GoldenEye 007                 | 1997 | N64                                   |                                                                  |
| Diddy Kong Racing             | 1997 | N64                                   | Trabalhou nos efeitos sonoros.                                   |
| Jet Force Gemini              | 1999 | N64                                   |                                                                  |
| Perfect Dark                  | 2000 | N64                                   |                                                                  |
| TimeSplitters                 | 2000 | PS2                                   |                                                                  |
| TimeSplitters 2               | 2002 | PS2, Xbox, Nintendo GameCube          |                                                                  |
| TimeSplitters 2               | -    | GBA (não lançado)                     | De acordo com Graeme, o jogo foi "concluído, mas nunca lançado." |
| Second Sight                  | 2004 | PS2, Xbox, Nintendo GameCube, Windows |                                                                  |
| TimeSplitters: Future Perfect | 2005 | PS2, Xbox, Nintendo GameCube          |                                                                  |
| Haze                          | 2008 | PS3                                   |                                                                  |